# 賴斯維爾 (蒙大拿州)
賴斯維爾（英語：Riceville）是位於美國蒙大拿州喀斯喀特縣的普查規定居民點。

## 歷史
賴斯維爾的郵局於1890年設立，其後於1928年停運。

## 人口
根據2020年美國人口普查的數據，賴斯維爾的面積為2.29平方千米，皆為陸地。當地共有人口36人，而人口密度為每平方千米15.72人。